# 28073 Fohner
28073 Fohner è un asteroide della fascia principale. Scoperto nel 1998, presenta un'orbita caratterizzata da un semiasse maggiore pari a 2,7994312 UA e da un'eccentricità di 0,0440099, inclinata di 4,43341° rispetto all'eclittica.